# داویده تیتزانو
داویده تیتزانو (ایتالیایی: Davide Tizzano؛ زادهٔ ۲۱ مه ۱۹۶۸) قایقران روئینگ اهل ایتالیا است.
وی در مسابقات کشوری و بین‌المللی در مجموع برندهٔ ۲ مدال طلا شده‌است.